# بهار، تابستان، پاییز، زمستان… و بهار
بهار، تابستان، پاییز، زمستان… و بهار (به کره‌ای: 봄 여름 가을 겨울 그리고 봄) یک فیلم درام محصول سال ۲۰۰۳ سینمای کره جنوبی به کارگردانی و نویسندگی کیم کی-دوک است. داستان دربارهٔ زندگی یک راهب بودایی است که در فصول زندگی خود از کودکی تا پیری می‌گذرد.
این فیلم دارای مضامین اخلاقی و عرفانی است. و در هفتادمین و ششمین دوره جایزه اسکار در سال ۲۰۰۴ نماینده کره جنوبی بود.

## خلاصه فیلم
فیلم به پنج بخش تقسیم می‌شود. هر بخش مرحله ای از زندگی یک راهب تازه‌کار بودایی و معلم بزرگتر او را به تصویر می‌کشد. این بخشها تقریباً ده تا بیست سال از هم فاصله دارند و عملکرد هر یک در فصل عنوان آن اتفاق می‌افتد.

### بهار
در بخش بهار، کودکی کنار استادش در یک صومعهٔ بودایی پروش می‌یابد. کودک پر از شر و شور و سبکبالی است که البته با کمی رذلی و شیطنت هم همراه است. کودک در دل طبیعت بکر و آرام بزرگ می‌شود، طبیعتی که به ظاهر وحشی است، اما اجزا آن بدون هیچ مشکلی با یکدیگر کنار آمده‌اند اما راهب کوچک، در طبیعت نفوذ می‌کند، سنگی به ماهی، قورباغه و مار می‌بندد و از دردی که به آن‌ها وارد می‌کند احساس خوشایندی به او دست می‌دهد. استاد اما همیشه ناظر کارهای اوست و برای تنبیه یا بهتر بگویم متنبه کردن کودک، سنگی به کودک می‌بندد و از او می‌خواهد که بدنبال آن حیوانات رفته و سنگ‌هایی را که به دور آن حیوانات بسته ، باز کند وگرنه تا آخر عمر، درد و سنگینی اش را در جان و روح خود احساس خواهد کرد.
در بازگشت کودک به جنگل، تنها می‌تواند قورباغه را نجات دهد و ماهی و مار را مرده می‌بیند. کودک گریه می‌کند. این پایان بخش بهار است. اینجا تا حدودی کارما در زندگی کودک نقش پیدا می‌کند که هیچ‌گاه او را رها نخواهد کرد. کارما در اعتقادات بودایی، تاوانی است که ما در نتیجه اعمال نیک و بد خود می‌پردازیم یا دریافت می‌کنیم. کارما همیشه و همه جا و حتی در زندگی‌های بعدی ما ، به دنبال ما خواهد بود؛ و اگر نمونه دیگری از کارما بخواهیم، می‌شود ردی از آن را در اساطیر یونان یافت. جایی که سیزیف به علت گناهی که مرتکب شده، محکوم است که سنگی را تا آخر عمر به بالای کوهی ببرد. سنگی که هر بار به دلیل شیب کوه به پایان پرتاب می‌شود. این نگونبختی است که سیزیف را یک لحظه هم رها نمی‌کند. تاوانی که باید به دلیل گناهش بپردازد و گریزی از آن وجود ندارد.

### تابستان
در فصل تابستان، راهب فیلم را در زمان نوجوانی می‌بینیم. او بدور از هرگونه آلایش و فکر پلیدی در کار خدمت به استاد و پرستش بودا زندگی می‌کند. در این میان، دختری بیمار برای شفا به آنجا می‌آید؛ و اکنون زمینه خوبی برای آزمون راهب ایجاد شده‌است. اولین دیدار شرمگونه راهب و دختر بیمار، زمانی است که دختر در حال عوض کردن لباس خود است. پسر یک لحظه در را باز می‌کند اما خیلی سریع آن را می‌بندد و دور می‌شود. راهب نوجوان شیدای دختر شده و با وجود تمام تعلیماتی که دیده و آموزه‌هایی که آموخته، با دختر ارتباط برقرار می‌کند.. این سرآغازی می‌شود بر گناه‌هایی که راهب خواهد کرد. در جایی استاد که از این عمل مطلع شده به راهب می‌گوید که این شهوت تو می‌تواند شهوت قتل را هم در تو برانگیزد..بیماری دختر برطرف میشود و  استاد ، دختر را به بیرون از قلمرو خود می‌برد و او به خانه خود برمیگردد  ولی راهب نوجوان در لحظه خداحافظی بیتاب شده  و کنترل خود را از دست میدهد و بین بندگی به بودا و عشق زمینی خود به شدت گیر میکند . ولی او در نهایت دختر را انتخاب میکند و شبانه از معبد فرار میکند و تابستان فیلم تمام می‌شود.

### پاییز
در پاییز فیلم، استاد بودایی به‌طور اتفاقی به خبری در روزنامه برمی‌خورد که مردی پس از قتل همسرش متواری شده‌است. قاتل ،  همان شاگرد استاد است ؛ که به دلیل خیانت همسرش ، مردی را که وارد زندگی او شده بود را به قتل رسانده بود و پلیس بدنبال  راهب قاتل میباشد  . دور از انتظار نیست که راهب قاتل دوباره به پیش استاد خود بازگردد. استاد با رویی خوش او را می‌پذیرد، اما زمانی که مطلع می‌شود پسر در صدد خودکشی است او را می‌زند و مجبورش می‌کند برای رهایی از خشم خود، به کندن کلمات و تعلیمات مخصوص روی چوب با چاقو مشغول شود .استاد در جایی اشاره میکند که کندن این کلمات روی چوب ، خشم درونی او را فرو مینشاند . بلاخره دو کاراگاه برای دستگیری او می‌آیند ومیخواهند  او را با خود ببرند ؛ اما استاد از آنها فرصت میخواهد که شب تا صبح شاگردش در معبد بماند و کار حکاکی آن کلمات را تمام کند و پلیس ها هم موافقت میکنند .... این شاید همان کارمایی است که راهب دچارش شده‌است. گناهی که ابتدا با آزار حیوانات شروع شد و به رابطه و سپس به قتل منجر شد.
استاد که علت گناه شاگردش را تعلیمات و آموزش ناقص خود میداند در صدد خودکشی برمیاید و درون قایق رفته و آنرا سوراخ کرده و خود را آتش میزند و قایق هم در برکه غرق میشود

### زمستان
در بخش زمستان، راهب پس از سال‌ها از زندان آزاد میشود ؛ و دوباره به معبد برمیگردد و حالا دنبال چیزی در زندگی‌اش می‌گردد که او را به آرامش ذهنی و دوری از شهوت و وابستگی و تمنا برساند.
راهب با شکستن یخ‌های رودخانه، درون پیکر یخ‌بستهٔ قایق قدیمی دندان‌های استادش را پیدا می‌کند.  آن‌ها را در پارچهٔ قرمزی می‌پیچد. سپس با یخ مجسمه‌ای از بودا می‌سازد و پارچه را در پیشانی مجسمهٔ یخی، به‌جای «چشم سوم» می‌گذارد.
زنی با نوزادش به معبد  می‌آید. زن چهره‌اش را با شالی پوشانده‌است. راهب به او جای خواب می‌دهد. میانهٔ شب زن بیدار می‌شود، بچه را در صومعه می‌گذارد و شبانه  آنجا را ترک می‌کند، اما هنوز دور نشده که در گودالی  از یخ افتاده و غرق میشود
راهب بار دیگر سنگی به خود می‌بندد. این سنگ استعاره‌ای از تمام گناهان و اشتباهات زندگی اوست. سنگ را به خود می‌بندد، مجسمهٔ بودا را در دست می‌گیرد، تمریناتی سخت و طولانی برای آمادگی جسمی و فکری انجام می‌دهد و با وجود دست‌وپاگیر بودن سنگ، خود را به بلندترین نقطهٔ کوه می‌رساند.  در حین رسیدن به  قله کوه تصاویری از ماهی آزاد شده از سنگ و همچنین قورباغه و مار آزاد شده نشان داده میشود  ،که همگی استعاره از جبران اشتباهاتی است که در گذشته مرتکب شده بود ....
این مرحله از زندگی راهب را می‌توان نیروانا دانست. آخرین مرحله در طریقت بودایی که شخص به فراغ از نیازهای این جهان و خشنودی حقیقی و اشراق کامل دست می‌یابد. در این مرحله است که شخص به رهایی کامل از همهٔ خشم‌ها، دردها، شهوت‌ها و نیازها می‌رسد. بودا زمانی که به این مرحله رسید می‌دانست که دیگر به این جهان باز نخواهد گشت.

### . و بهار
در آخرین فصل فیلم که مجدداً بهار است، چرخه تکرار می‌شود. راهب برای بچهٔ آن زن منزلت استاد یافته‌است. بچه که دقیقا همان چهره کودکی استاد خود را دارد در طبیعت جستجو می‌کند، در دهان ماهی، قورباغه و ماری سنگ فرومی‌کند و به تقلای آنان می‌خندد...
نویسنده میخواهد این حقیقت را بیان کند که چرخه انجام گناه و اشتباه و سپس ندامت و پشیمانی و در نهایت جبران اشتباهات در جهان هستی بطور شگفت آوری در جریان و تکرار است و این در نهایت کارما هست در نتیجه کارهای خیر و شر ماست که بما برمیگردد.

## بازیگران
| بازیگر        | نقش            |
| ------------- | -------------- |
| او یونگ سو    | پیرمرد راهب    |
| کیم جانگ هو   | کودکی راهب     |
| کیم یانگ مین  | راهب جوان      |
| یئو جین‌ها     | دختر جوان      |
| کیم جونگ یونگ | مادر دختر جوان |
| کیم کی-دوک    | راهب بالغ      |
| پارک جی-آ     | مادر نوزاد     |

## جوایز
| سال  | جایزه                                     | دسته                            | نامزدی        | نتیجه    |
| ---- | ----------------------------------------- | ------------------------------- | ------------- | -------- |
| ۲۰۰۳ | جایزه فیلم اژدهای آبی کره جنوبی           | بهترین فیلم                     | کیم کی دوک    | برنده    |
| ۲۰۰۳ | جشنواره فیلم لوکارنو سوئیس                | پلنگ طلایی بهترین فیلم          | کیم کی دوک    | نامزدشده |
| ۲۰۰۳ | جشنواره فیلم لوکارنو سوئیس                | جایزه نت‌پک                      | کیم کی دوک    | برنده    |
| ۲۰۰۳ | جشنواره فیلم لوکارنو سوئیس                | جایزه هیئت داوران جوانان        | کیم کی دوک    | برنده    |
| ۲۰۰۳ | جشنواره فیلم سن‌سباستین اسپانیا            | جایزه تماشاگران                 | کیم کی دوک    | برنده    |
| ۲۰۰۴ | جشنواره فیلم بانکوک                       | بهترین فیلم                     | کیم کی دوک    | نامزدشده |
| ۲۰۰۴ | جایزه انجمن منتقدان فیلم روسیه            | قوچ طلایی بهترین فیلم خارجی     | کیم کی دوک    | برنده    |
| ۲۰۰۴ | جایزه ناقوس بزرگ کره جنوبی                | بهترین فیلم                     | کیم کی دوک    | برنده    |
| ۲۰۰۴ | جشنواره فیلم لاس پالماس اسپانیا           | بانوی طلایی بهترین فیلم         | کیم کی دوک    | برنده    |
| ۲۰۰۴ | جشنواره هنر فیلمبرداری کامریمیج لهستان    | قورباغه طلایی بهترین فیلمبرداری | دونگ هیون باک | نامزدشده |
| ۲۰۰۵ | جایزه انجمن منتقدان فیلم آرژانتین         | بهترین فیلم خارجی               | کیم کی دوک    | برنده    |
| ۲۰۰۵ | جایزه منتقدان انجمن فیلمسازان لهستانی     | بهترین فیلم خارجی               | کیم کی دوک    | برنده    |
| ۲۰۰۵ | جایزه انجمن فیلم‌های مستقل کلترودیس آمریکا | بهترین فیلم                     | کیم کی دوک    | برنده    |
| ۲۰۰۵ | جایزه انجمن فیلم‌های مستقل کلترودیس آمریکا | بهترین فیلمبرداری               | دونگ هیون باک | برنده    |
| ۲۰۰۶ | جایزه بودیل دانمارک                       | بهترین فیلم غیر آمریکایی        | کیم کی دوک    | نامزدشده |
| ۲۰۰۶ | جایزه رابرت آکادمی فیلم دانمارک           | بهترین فیلم غیر آمریکایی        | کیم کی دوک    | نامزدشده |

## بازخوردها
- اسلاوی ژیژک فیلسوف و نظریه‌پرداز اسلوونیایی این فیلم را به‌عنوان اثری که می‌توان آموزه‌های فلسفی را از آن فرا گرفت، معرفی می‌کند.[۵]
- این فیلم در فهرست صد فیلم برتر قرن بیست و یکم بی‌بی‌سی قرار دارد. این نظرسنجی بوسیله خبرگزاری بی‌بی‌سی (BBC) و توسط ۱۷۷ منتقد فیلم از سراسر جهان در ماه اوت ۲۰۱۶ انجام شد.[۶][۷]
- این فیلم همچنین در وبسایت متاکریتیک بر اساس ۲۹ نقد امتیاز ۸۵ از ۱۰۰ را گرفت که نشان دهنده «تحسین جهانی» است.[۸]

### بازخورد در ایران
- این فیلم در مرداد ۱۳۸۵ در قالب برنامه «سینما و ماورا» از شبکه چهار صدا و سیمای جمهوری اسلامی ایران پخش شد. حسن بلخاری در این برنامه به نقد و تحلیل این فیلم پرداخت.[۹] در دی ۱۳۹۳ نیز این فیلم در میزگرد رادیو نمایش مورد بررسی قرار گرفت.[۱۰]
- در سال ۱۳۹۴ مقاله علمی-پژوهشی با عنوان «بررسی کارکرد هنرهای آیینی ذن در فیلم بهار، تابستان، پاییز، زمستان و دوباره بهار» در نشریه «نامه هنرهای نمایشی و موسیقی» منتشر شد. طبق یافته‌های پژوهش، این فیلم برای بیان پرسش‌های تامل‌برانگیز وجودشناسانه و تعالی بخشیدن به هستی، از هنرهای آیینی در قالب استعاره، نماد و تشبیهات تصویری بهره می‌گیرد.[۱۱]
- در سال ۱۳۹۵ در کنفرانس دو سالانه جامعه و معماری معاصر مقاله علمی با عنوان «جایگاه هنر و معماری در سینمای معنا گرا» ارائه شد که با محوریت بررسی این فیلم بود. طبق یافته‌های پژوهش، این فیلم دارای محتوا و معماری فلسفی می‌باشد و آن را به مخاطب منتقل می‌کند.[۱۲]